# Roca Gustavo
Roca Gustavo ist ein bei Niedrigwasser freiliegender Klippenfelsen vor der Danco-Küste des Grahamlands im Norden der Antarktischen Halbinsel. Im Paradise Harbour liegt er südwestlich des Muñoz Point im Südwesten der Lemaire-Insel.
Der Name des Felsens ist seit 1951 auf chilenischen Karten verzeichnet. Der Benennungshintergrund ist nicht überliefert.